# Marek Baterowicz
Marek Baterowicz (* 4. März 1944 in Krakau) ist ein polnischer Schriftsteller und Übersetzer.

## Leben
Baterowicz besuchte das Gymnasium in Krakau und legte dort 1962 das Abitur ab. Anschließend nahm er ein Studium der Rechtswissenschaften an der Jagiellonen-Universität auf, das er 1964 abbrach. Ebenfalls an der Jagiellonen-Universität studierte er ab 1966 Romanistik und erwarb dort 1971 den Magister. Im Rahmen eines Studienstipendiums verbrachte er 1971 in Perugia. Als Lyriker debütierte er 1971 mit den Gedichten Gałąź, Ite, missa est und Rimbaud in der Zeitung Tygodnik Powszechny. Nach seinem Studium arbeitet er  von 1971 bis 1975 in der Übersetzungsredaktion des Verlags Wydawnictwo Literackie in Krakau. Als Stipendiat verbrachte er 1973 in Rom. Sein Promotionsstudium an der Jagiellonen-Universität nahm er 1975 auf und verbrachte das Jahr in Paris, wo er Materialien im Archiv von Jan Brzękowski untersuchte. Dank eines Stipendiums des Verbandes der Polnischen Literaten konnte er von Oktober 1977 bis 1978 in Frankreich verbringen und wurde 1987 in den Verband aufgenommen. In den 1970er und 1980er Jahren veröffentlichte er seine Erzählungen, Gedichte und Übersetzungen in den Zeitschriften Student, Tygodnik Powszechny, Życie Literackie und Przekrój. Nach 1985 publizierte er auch in den Exilzeitschriften Zeszyty Literackie, Kontakt und Przegląd Polski sowie in den 1990er Jahren in den polnischen Zeitschriften Dekada Literacka, Arka, Gość Niedzielny, Kresy und Arcana. Für den polnischen Sender von Radio Freies Europa arbeitete er von 1986 bis 1987 als Korrespondent in Spanien. Danach siedelte er nach Australien um. Mit der Arbeit Les apports espagnols chez les poètes français aux XVIe et XVIIe siècles (Doktorvater: Maurice Blackman) promovierte er 1988 an der University of New South Wales in Sydney. In den Verein der Polnischen Schriftsteller wurde er 2000 aufgenommen.
Baterowicz lebt in Sydney.

## Werke

### Lyrik
- Wersety do świtu, 1976
- Fée et fourmis, 1977
- Od zieleni do rdzy, 1979
- Łamiąc gałęzie ciszy, 1981
- Serce i pięść, 1987
- Dama z jamnikiem, 1988
- Z tamtej strony drzewa. Wybór wierszy (1968–1991), 1992
- Na wydmach czasu, 1993
- Miejsce w atlasie, 1996
- Cierń i cień, 2003
- Pan Retro, 2004

### Prosa
- Rękopis z Amalfi, 1977
- Pułapka pod księżycem, 1983
- Ziarno wschodzi w ranie, 1992
- Żongler pochodni, 2005

## Übersetzungen
- Jorge Carrera Andrade: Wiersze wybrane, 1976
- Vicente Aleixandre: Poezje, 1978
- Egito Gonçalves: Sny w kamieniu, 1979
- Eliseo Diego: Nazywanie rzeczy, 1980
- Horacio Quiroga: Biała zapaść. Opowiadania wybrane, 1981
- Fernando Namora: W niedzielę po południu, 1982
- René de Obaldia: Bogactwa naturalne, 1983
- Umberto Saba: Śpiewnik. Wybór poezji, 1983
- Antologia poezji Quebeku = Anthologie de la poésie québécoise, 1985